# Alberto Carmona
Pour les articles homonymes, voir Carmona.
Carmona  Molina est un nom espagnol. Le premier nom de famille, en général paternel, est Carmona ; le second, en général maternel, souvent omis, est Molina.
Pas d'image ? Cliquez ici

b Matchs officiels uniquement.
Dernière mise à jour le 4 juin 2025.
Alberto Carmona, né le 11 mai 2004 à Malaga (Espagne), est un joueur international espagnol de rugby à XV et international de rugby à sept, évoluant aux postes de centre, ailier ou arrière avec Colomiers Rugby en prêt du RC Toulon.

## Biographie
Originaire de Malaga, Alberto Carmona découvre très tôt le rugby à XV sous l'influence de son père, Vicente Carmona, joueur puis entraîneur. Il commence la pratique à l'âge de trois ans au Club de Rugby Málaga (es), où il effectue l'ensemble de sa formation. Il y joue principalement en tant que centre, occupant également les postes d'arrière et parfois d'ouvreur,.
Parallèlement au rugby à XV, il est sélectionné en rugby à sept avec la sélection andalouse, avec laquelle il participe à plusieurs championnats d'Espagne des communautés autonomes. C'est à l'issue du Championnat d'Europe de rugby à sept des moins de 18 ans, disputé avec l'Espagne (3e place), qu'il est repéré par le sélectionneur national Pablo Feijoo. Ce dernier l'intègre en 2021 à l'équipe d'Espagne senior pour l'étape des World Rugby Sevens Series à Vancouver, alors qu'il n'a que 17 ans,.
En janvier 2022, il est retenu pour le stage de préparation de l'étape des World Rugby Sevens Series organisée à Malaga, mais il ne fait pas partie des treize joueurs inscrits sur la feuille de match. Il participe toutefois à toute la préparation. En rugby à XV, Alberto Carmona ne peut toutefois pas évoluer en senior au sein de son club formateur à 17 ans en raison du règlement.
En juin 2022, il fait ses débuts avec le maillot de l'équipe d'Espagne de rugby à XV au stade El Molinón, à l'occasion d'une rencontre face aux Barbarians,. Il rejoint ensuite la France et le Rugby club toulonnais, où il intègre le centre de formation et l'équipe espoir à compter de la saison 2022-2023. Dès le mois d'août 2022, il dispute le Supersevens avec son club de Toulon. Lors de la saison 2022-2023, il prend part à cinq rencontres du Championnat d'Europe avec l'Espagne, étant notamment titulaire lors de la demi-finale perdue 27 à 10 au stade du Restelo face au Portugal.
L'année suivante, il participe à l'édition 2024 du Championnat d'Europe, où l'Espagne s'incline de nouveau en demi-finale face au Portugal, sur le score de 33 à 30. En juin 2024, Alberto Carmona est sélectionné en équipe d'Espagne des moins de 20 ans, avec laquelle il participe au Championnat du monde junior en Afrique du Sud. L'Espagne y remporte son match de classement contre les Fidji, ce qui permet de se maintenir dans la compétition pour l'année suivante. Cette performance lui vaut d'être élu meilleur joueur espagnol des moins de 20 ans de l'année 2024 par la Fédération espagnole de rugby à XV. 
En début d'année 2025, il est appelé en équipe nationale afin de participer au Championnat d'Europe, comptant dans les qualifications pour la Coupe du monde 2027. L'Espagne assure sa qualification grâce à deux victoires contre les Pays-Bas (53 à 24) et la Suisse (13 à 43),. À la même période, son club du RC Toulon annonce qu'il est prêté à Colomiers Rugby pour la saison 2025-2026 de Pro D2. 